# Wallenbrück (Womrath)
Wallenbrück ist ein Ortsteil der Ortsgemeinde Womrath in der Mittelgebirgslandschaft des Hunsrücks im Rhein-Hunsrück-Kreis in Rheinland-Pfalz. 

## Geographie
Der Weiler Wallenbrück mit seinen fünf Wohnhäusern liegt im Tal des Simmerbachs zwischen dem Hauptdorf Womrath und dem Gemündener Ortsteil Panzweiler. Über eine Furt sowie eine Fußgängerbrücke sind die Ortschaften Mengerschied und Ravengiersburg sowie über einen Asphaltweg Panzweiler und Gemünden zu erreichen. Etwa ein Kilometer simmerbachaufwärts liegt die gleichfalls zu Womrath gehörende Langenauer Mühle.

## Geschichte
Im 17. und 18. Jahrhundert lebten Vorfahren von Johannes Bückler, genannt Schinderhannes, als Wasenmeister auf der Wallenbrück, einem damals sonst unbewohnten Weiler im Bereich der Womrather Gemarkung. Der dort fließende Simmerbach bildete zu jener Zeit die Grenze zwischen der Markgrafschaft Baden und der Grafschaft Sponheim und war daher stets interessant für Menschen am Rande der Gesellschaft.